# Deficiência do hormônio do crescimento
A deficiência do hormônio do crescimento (português brasileiro) ou deficiência de hormona do crescimento (português europeu), ou ainda deficiência de GH (Growth hormone ou hormônio do crescimento), provoca um desenvolvimento anormal das mãos, pés e cabeça e pode ser causada por um tumor da hipófise.

## Adultos
Relatos médicos de Deficiência do GH severa incluem em adultos:
- redução de massa muscular e força
- redução da massa óssea
- redução físicos, mental, e energia social e resilience
- dificuldades de concentração e perda de memória
- ligeira depressão
- artralgias neuropáticas
- obesidade central (à volta da cintura)
- aumento de colesterol
- aumento da morte por problemas cardíacos